# خط باریک قرمز
خط باریک قرمز فیلمی مستند سینمائی به کارگردانی فرزاد خوشدست است که بر پایه تئوری سایکودرام و با هدف نمایش‌درمانی ساخته شد و تولید آن به مدت چهارسال به طول انجامید. این فیلم پس از رونمائی در سی و هفتمین جشنواره جهانی فیلم فجر توانست به‌عنوان اولین مستند ایرانی جایزه نت‌پک را دریافت کند.
اکران و بازتاب‌های این مستند سینمایی باعث شد در سال ۱۳۹۹ یک نوجوان که در کانون اصلاح و تربیت به جرم قتل حکم اعدامش صادر شده بود، نجات پیدا کند.
خط باریک قرمز فیلمی ست که در کانون اصلاح و تربیت تهران (زندان نوجوانان خلافکار) ساخته شده‌است.

## داستان
نوجوانانی که مجرم هستند و در زندان بسر می‌برند با همراهی چند مربی تئاتر برای بیان داستان زندگی خود تصمیم به اجرای یک نمایش می‌گیرند. پس از آن که قرار می‌شود تا یک روز برای اجرای نمایش از زندان خارج شوند، برخی از آن‌ها تصمیم می‌گیرند با استفاده از این موقعیت از زندان فرار کنند.

## بازخوردها
نمایش فیلم «خط باریک قرمز» که با موضوعیت سایکودرام و با هدف نمایش‌درمانی ساخته شده‌است در دانشکده روان‌شناسی و علوم تربیتی دانشگاه تهران با استقبال اساتید و دانشجویان روبرو شد نمایش‌های دیگر این فیلم در کمپ‌ها و زندان‌های مختلف نیز بازخورده‌های مثبتی داشت.

## جوایز و افتخارات
- اولین مستند ایرانی برنده جایزهٔ نت‌پک در سی و هفتمین جشنواره جهانی فیلم فجر[۲]
- نامزد نهایی پنج فیلم برتر مستند در یازدهمین دوره جشنواره فیلم آسیا پاسیفیک در استرالیا[۸]
- فیلم منتخب بیست و چهارمین جشنواره فیلم پوسان در کره جنوبی[۹]
- برنده جایزه‌های بهترین فیلم هنر و تجربه، بهترین فیلم با موضوع آسیب‌های اجتماعی، بهترین فیلمبرداری (مرتضی پورصمدی) و جایزه ویژه دبیر جشنواره در سیزدهمین جشنواره سینما حقیقت[۱۰]
- نامزد دریافت جایزه‌های بهترین کارگردانی (فرزاد خوشدست) و بهترین موسیقی متن (صبا ندائی) در سیزدهمین جشنواره سینما حقیقت[۱۱]
- نامزد بهترین فیلم (نگار اسکندرفر و فرزاد خوشدست)، بهترین صدابرداری (محمود کاشانی) و بهترین موسیقی (صبا ندایی) در یازدهمین جشن مستقل سینمای مستند ایران[۱۲]
- نامزد جایزهٔ بهترین تهیه‌کنندگی مستند در بیست و یکمین جشن سینمای ایران در خانه سینما[۱۳]
- برنده بهترین فیلم مستند در بیست و یکمین دوره جایزه حافظ (فرزاد خوشدست)[۱۴][۱۵]
- حضور در بین فیلم‌های منتخب سی و هشتمین جشنواره فیلم فجر و برنده دو جایزه در مراسم تجلی اراده ملی (جنبی جشنواره فیلم فجر)[۱۶]

## بازیگران
- فرهاد اصلانی
- هنگامه قاضیانی
- امیر دژاکام
- افشین هاشمی
- یاسر خاسب
- توماج دانش بهزادی